# Jüdische Gemeinde Roth
Die Wurzeln der Jüdischen Gemeinde in Roth, der Kreisstadt des mittelfränkischen Landkreises Roth in Bayern, liegen in der Mitte des 16. Jahrhunderts. Die jüdische Gemeinde bestand bis 1935.

## Geschichte
Im Jahr 1610 bestand die jüdische Gemeinde in Roth aus zehn Familien. 
Die Blütezeit der jüdischen Gemeinde war zwischen der Mitte des 18. und der Mitte des 19. Jahrhunderts. Im Jahr 1714 lebten 16 jüdische Familien in der Stadt. Ende des 18. Jahrhunderts hatte die jüdische Gemeinde etwa 200 Mitglieder. Ab den 1850er-Jahren, als sich Juden wieder in Nürnberg niederlassen konnten, ging die Zahl der jüdischen Einwohner in Roth schnell zurück. 

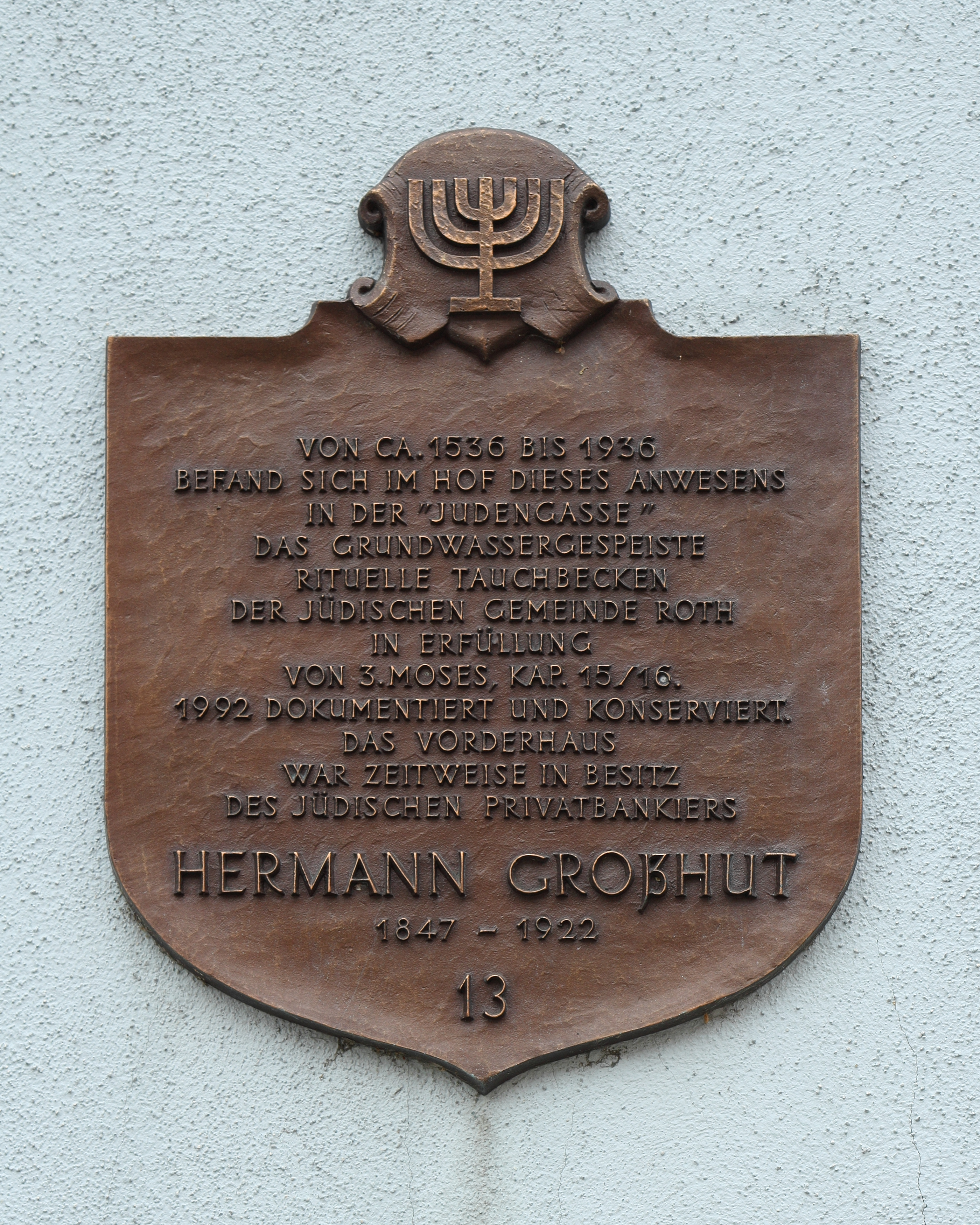
Gedenktafel zur Erinnerung an das rituelle Bad, Kugelbühlstraße 4

Die jüdische Gemeinde besaß eine Synagoge und ein Gemeindehaus mit der jüdischen Elementarschule beziehungsweise Religionsschule sowie ein rituelles Bad. Sie hatte einen Lehrer angestellt, der zugleich als Vorbeter und Schächter tätig war. Die Gemeinde gehörte zum Distriktsrabbinat Ansbach. Sie bestattete ihre Toten auf dem Jüdischen Friedhof in Georgensgmünd.
Um 1924, als noch 19 Personen zur jüdischen Gemeinde gehörten, waren die Vorsteher der Gemeinde Abraham Gutmann und Julius Weinschenk. Religionslehrer und Schochet Sally Cohn aus Thalmässing (siehe Jüdische Gemeinde Thalmässing) kam regelmäßig nach Roth, um dort dem noch einzigen schulpflichtigen jüdischen Kind den Religionsunterricht zu erteilen.  

### Gemeindeentwicklung
| Jahr    | Gemeindemitglieder                |
| ------- | --------------------------------- |
| 1809/10 | 197 Personen, 8,3 % der Einwohner |
| 1837    | 200 Personen, 8,2 % der Einwohner |
| 1867    | 153 Personen, 6,1 % der Einwohner |
| 1871    | 128 Personen, 5,2 % der Einwohner |
| 1880    | 98 Personen, 3,4 % der Einwohner  |
| 1890    | 59 Personen, 1,8 % der Einwohner  |
| 1900    | 43 Personen, 1,1 % der Einwohner  |
| 1910    | 32 Personen, 0,6 % der Einwohner  |
| 1933    | 19 Personen, 0,3 % der Einwohner  |

### Nationalsozialistische Verfolgung
In der Stadt herrschte eine starke antijüdische Stimmung, weshalb bis Ende Dezember 1935 alle jüdischen Einwohner die Stadt verließen, nachdem sie ihre Geschäfte abgewickelt und ihren Besitz zwangsweise verkauft hatten.  
Das Gedenkbuch des Bundesarchivs verzeichnet 23 in Roth geborene jüdische Bürger, die dem Völkermord des nationalsozialistischen Regimes zum Opfer fielen.

## Persönlichkeiten
- Hermann Großhut (3. Februar 1847 – 10. Januar 1922), Bankier und Mitglied des Stadtrats von Roth[2]